# Bo Furugren
Bo Oskar Furugren, född 12 maj 1942 i Ludvika, är en svensk forskare, författare och målare och illustratör.
Furugren studerade kemi, matematik, antropologi och konsthistoria vid Uppsala universitet 1963–1966 och konst vid Grundskolan för konstnärlig utbildning i Stockholm 1968-1969 samt Konsthögskolan 1969-1972 och fortsatte därefter sina akademiska studier vid Sveriges lantbruksuniversitet 1972–1989 där han avlade en doktorsexamen i kemi. Furugren har varit djurintresserad i hela sitt liv vilket har styrt hans motivval. Han började med beställningsmåleri av hästporträtt 1973 och specialstudierna av hästen har resulterat i att han under flera år har medarbetat i tidningen Hästen både som författare och illustratör, han har även medverkat i boken Hästen som hobby utgiven av Forum. Han räknas som en av landets främsta experter på hästars färger och har författat  häst- och riduppslagsorden i Nationalencyklopedin. 